# アーマードモジュール
アーマードモジュール（英語: Armored Module）は、テレビゲーム作品『スーパーロボット大戦シリーズ』に登場する、本ゲームで独自に設定されたリアルロボット、スーパーロボット型軍用ロボットの兵種呼称の一種。略称はAM。

## 概要
最初にアーマードモジュールと呼称された機体は『第2次スーパーロボット大戦』（FC版）に登場したグランゾンであるが、唯一の存在であったために名称自体には重要な意味を持たなかった。
『スーパーロボット大戦ORIGINAL GENERATION』以降、明確にAMと定義された機体が多数登場する。元テスラ・ライヒ研究所のロボット技術者フィリオ・プレスティが設計と試作機の開発を行った（量産移行型には関わっていない）。
より人型に近い形状を持つパーソナルトルーパー（PT）に対し、AMは航空機的なデザインイメージを持つ機種が多い（PTは当初から人型ロボットとして開発され、AMは航空機からロボットに発展した）。基本的にテスラ・ドライブを標準装備し飛行可能である。生産は主にDCと契約したイスルギ重工が担当。
現在ではDCが開発に関わった兵器=AMと考えても差し支えない。それゆえヴァルシオン、ヴァルシオーネ、ダイナミック・ゼネラル・ガーディアンもAMの一種といえるが、単にAMという場合はリオンシリーズの機体を指すことが多い。グランゾンもAMにカテゴライズされるが、リオンシリーズとは開発経緯が異なり直接の関連はない。

## リオンシリーズ
フィリオ・プレスティによって開発された対異星人戦闘用のAMでDCの主力兵器。テスラ・ドライブを装備し飛行可能なリオンシリーズは常に位置的に優位であり、陸戦ロボット兵器が主力であった連邦軍を大いに苦しめた。これによって空戦ロボット兵器の有効性が実証された。イスルギ重工で大量生産が可能な環境が整っていたため、L5戦役では少数配備に留まっていた量産型ゲシュペンストMk-IIに代わり連邦軍の主力となった。戦後も量産型ヒュッケバインMk-IIと共に連邦軍の主力機動兵器となっている。連邦軍採用機は形式番号が従来の「DCAM-00*」から「RAM-00*」に改められている。
シャドウミラーのいた「向こう側」の世界でもイスルギ社がリオンシリーズを生産しており、ゲシュペンスト系と並んで主力兵器となっていた模様。
多くの弾数を携行するため、主兵装には小型の質量弾を高速で射出するレールガンを採用。四肢制御には原則としてLIEONシステムが用いられている。リオンシリーズの各機種は名称の末尾が「 - リオン」となっており、それぞれの仕様を表す単語が使用されている。'Sealion'は海中仕様、'Landlion'は陸戦仕様、'Cosmolion'は宇宙仕様、'Armorlion'は装甲強化型、'Barrelion'は砲戦仕様、'Guar(d)lion'はエネルギーフィールド展開による防御力向上型を意味する。
英字武器名称のあるものは北米版『OG』における表記。

### リオン
【Lion = 英語で「ライオン」】
DCの主力AM。イスルギ重工製のYF-32（F-32戦闘機の試作型）を元に開発された初の量産型AMであり、戦闘機とロボットの中間的な形状を持つ。単純な構造のため生産性が高い。テスラ・ドライブによって重力質量を軽減し、下方ジェット噴射により浮遊。小型の主翼による揚力も利用して飛行する。推進力は脚部の従来型エンジンでまかなっている。下部の複数の姿勢制御スラスターにより地表戦闘も可能だが、陸戦や格闘戦には不向き。地上に降り立つ際には脚部を折り畳んだ降着姿勢を取る。その状態でホバーによる移動も可能であるが、飛行時ほどの機動性は確保できないとされる。
漫画『Record of ATX』では頭部にレドームを装備した電子戦仕様の隊長機や、両腕にホーミングミサイルを装備した機体等の派生型が登場する。
ゲームではグルンガスト系列機やダイゼンガー以外の機体は乗り換え出来ないゼンガー・ゾンボルトも、イベントでリオンを使用したことがある。
デザイナーは小野聖二。小野はリオンシリーズ全般のデザインを担当している。
武装
バルカン砲 / マシンキャノン (Gatling Gun)
近接戦用の機関砲。両肩にあたる部分に装備。
ホーミングミサイル (Anti-Air Missile)
右腕外側にミサイルポッドを装備。GBA版『OG』では汎用武器となっており、他機種への搭載が可能。
レールガン (Railgun)
左腕外側にガンポッドのように装備。
バリエーション機
リオン・タイプT（リオン・テストタイプ）
OG……リオンの試作型。DC戦争初期に少数目撃されている。テンザンの勝手な行動により、リュウセイまたはキョウスケと交戦することになった。GBA版では青、『OGs』では『DW』と同様に黄色のカラーリング。『OG外伝』のシャッフルバトラーでは、アイビスとスレイの機体は白。
DW……第3話でテンザン機の他、スレイとアイビスが搭乗した機体を含め5機が確認されている。本作から機体色が黄色に変更された。
リオン・タイプF （リオンF）
OG……リオンの改良型で武装のバリエーションが増えている。OG1シナリオのリュウセイ編のみ、リョウトの加入と共に自軍で使用できる。リョウト機にはトーマスが爆弾を仕掛けていたが、ロバートが発見して起爆装置を取り外し甲板上で解体していた。それにも超小型爆弾が仕掛けてあり爆発してしまったが、ロバートは無事であった。
DW……リョウトが搭乗したと思われる機体にはトーマスから遠隔操作と時限爆弾がセットできるよう細工を加えていた。イングラムの機転により機体の回収はされず、ハガネへの被害は防がれている。
リオン・タイプV （リオンV）
OG……リオンの機動性強化型。格闘戦用のアサルトブレードを標準装備する。

#### コスモリオン
DW……第7話から登場。ユーリア、レオナ以下トロイエ隊が使用。
OGs……リオンのバリエーション機で正式名称はリオン・タイプC。宙間戦闘能力を特化させた機体で、改良型テスラ・ドライブを併設した大型ブースター・ユニットにより最高速度が向上し航続距離が延長された。背部にはミサイル・コンテナが増設されている。
バリエーション機
無人型コスモリオン
OGクロニクル……「とどろけ！オクト魂」に登場。対異星人用にDC兵器開発部門が独断で開発した無人仕様のコスモリオン。小惑星帯に配備され、太陽系外から侵攻してくる外敵を自動的に迎撃する砲台としての運用が見込まれていた。しかしDCの壊滅に伴い基地の管理システムが破壊されたため、周辺に近づく者すべてを無差別に攻撃する可能性が浮上、ヒリュウ改に回収ないし破壊命令が下された。通常のコスモリオンより攻撃力・機動力ともに強化されている。
コスモリオン・トロンベ
OGs……予約特典の資料集にはコスモリオン・トロンベのイラストが掲載されているが、ゲーム本編には登場しない。
OG外伝……シャッフルバトラーでカードの1つとして登場。
DW……エルザム専用機。本作では「黒い機体にブランシュタイン家の紋章」というタイプ・トロンベはこの機体が最初。頭部には通常機にはない角がついている。『Record of ATX』ではランドリオン用の大型レールガンを装備。
コスモリオンF
OGs……コスモリオンの改良型。調整とパイロットの技量次第では重力下の運用も可能。初期のトロイエ隊でも運用されていた。
コスモリオンV
OGs……コスモリオンの機動性強化型。主に指揮官が搭乗する。トロイエ隊用の青い機体と、ユーリア専用の角をつけた機体が存在する。

#### ランドリオン
OGs……リオンのバリエーション機で正式名称はリオン・タイプL。陸戦に特化しており、スティック・ムーバーというキャタピラ状の脚部を持つ。これにより高い走破性を得たが、機動性と運動性が低下したため地上拠点防衛および攻撃で使用される。レールガンはノーマルのリオンより大型で威力が高い。

#### シーリオン
OGs……リオンのバリエーション機で正式名称はリオン・タイプS。水中戦に特化し、ステルス性に富んだ電動推進機関を搭載している。テスラ・ドライブとロケット・ブースターの併用により短時間なら飛行可能。コンセプト上、リオン系の主武装であるレールガンを装備しておらず武装面でやや劣る。

#### アーマリオン
OGs……リオンの武装・装甲強化型。リョウトが発案したフルアーマー・プランに基づき、鹵獲したリオンを改修した。アルトアイゼンやヒュッケバイン、ゲシュペンスト等の予備パーツを使用しており、PTとAMの中間的な機体となった。いわゆる戦時急造品であるが高性能。アニメには未登場だが、『DW Record of ATX』ではリョウトが搭乗する。
武装
スプリット・ビーム
両腕部に装備されたビーム砲。本機の腕はPT型のものに変更されている。
ロシュセイバー
非実体剣。『OGs』『OG外伝』では固定武装で、スプリット・ビームの砲口から発生させる。『第2次OG』では固定武装から外れた。
スクエア・クラスター
両肩のコンテナからミサイルを一斉発射する。ゲームでは全体攻撃属性。
ハード・ヒートホーン
頭部の実体ブレードで頭突きのように攻撃する。
必殺技
ソニック・ブーストキック
ロシュセイバーで斬りつけた後、両脚部の大型ブレードを展開しサマーソルト風の後方回転斬り、最後は高空から錐揉み状態で突撃し切り刻む。

#### マミーリオン
告死鳥戦記……DMXチームが運用するADテープで全身を包帯のように巻いたリオン。

#### レリオン
初出は『第2次OG』。修羅の乱終結後における最新鋭機で、名称は「リファイン・リオン」の略。基となったリオンが流線形のデザインを持つのに対し、本機種は角張った機体形状をしている。腕部はPTと同種のタイプになり、各種の手持ち武器を扱える。

##### マスカレオン
初出は『第2次OG』。レリオンに追加装甲で偽装を施した形態で、名称は「マスカレード・リオン」の略。脚部があるなど、PTに近い形状になっている。レリオンの仮想敵として試験運用された後、ミツコの意向で傭兵や反連邦勢力に横流しされている。通常型のタイプNと砲撃型のタイプCが存在する。

###### マスカレオン・タイプN
マスカレオンの通常型。原型機と異なりPT型の脚部を装備しているが、機体性能としてはレリオンとほぼ同等のスペックを備える。

###### マスカレオン・タイプC
マスカレオンの砲撃戦仕様で、肩部に折りたたみ式の電磁投射砲「FTレールガン」を装備している。

### バレリオン
【Barrel = 英語で「砲身」】
長距離火力支援を目的として開発された砲戦用AM。大砲に手足が生えたような形状をしており、機体の構造上、携行武器は一切使用できない。脚部もあくまで降着用である。割り切った設計の分コストパフォーマンスや整備性に優れる。またT・ドットアレイを用い装甲を強化することで、最低限の構造材で高い耐久力を実現している。近接戦闘能力に問題があり、至近距離への反撃手段を持たない。しかしながらリオンとの連携による長距離砲撃は連邦軍に終始苦戦を強いた。なお、現在のところ量産機でプラズマ・ジェネレーターを採用した機体はバレリオンのみである。標準の機体色はカーキ色。
武装
連装ビームキャノン (Auto Beam Cannon)
ビッグヘッド・レールガン上部に装備。
ミサイルランチャー (Missile Launcher)
両腕に装備。
ビッグヘッド・レールガン (Big Head Railgun)
頭部と一体化している本機の主兵装。射撃時は反動で砲身全体がブローバックする。大気圏内では超高速の軽量砲弾は様々な不利が生じるが、T・ドットアレイによる不可視延長砲身を構築することで砲外弾道を短縮させこれを補っている。
劇中での活躍
DW……テンザンほかDC兵が搭乗し、ハガネに襲い掛かる。リオンシリーズ中で機動性は低い機種ながら、テンザン機はリュウセイのビルトラプターを猛追、撃墜寸前まで追い詰めた。
OGIN……第1話でDC残党兵が使用し、ATXチームと交戦。ビームキャノンでアルトアイゼンを攻撃するが通用せず、リボルビング・ステークで撃ち貫かれた。
バリエーション機
バレリオンV
OG……バレリオンの弱点であった近接戦闘能力を強化したタイプで機体色は紫。最初にロールアウトしたと思われる機体をテンザンが運用。しかし『OGs』では1回乗った後すぐ専用のガーリオン・カスタムに乗り換えている。
バレリオン・カスタム
OG……バレリオンの指揮官用強化タイプで機体色は緑。ゲーム内のネームドパイロットではテンザンのみが運用。またイベントでジーベルがスペースコロニー・エルピスに毒ガス注入を図った際に搭乗している。
OGs……テンザンがヘビーバレリオンに乗るようになり、さらに終盤はバレリオンVとヘビーバレリオンに置き換わるため、出番が激減した。
ヘビーバレリオン
OGs……バレリオンシリーズの最上級機体。主武装が連装式のツインヘッド・レールガンに変更され、大火力を誇る。ビームキャノンはオミットされた。通常機は灰色、テンザン機は黄色のカラーリング。
バレリオン改
OGクロニクル……Vol3に登場。「エルピスの亡霊」を名乗る元DC兵が使用するカスタム機。ビッグヘッド・レールガンの代わりに、一撃でクロガネの艦首を破壊する威力を持つ超大型ミサイルを搭載する他、各種対空火器を装備。テスラ・ドライブによる飛行能力はオミットされたらしく、脚部はキャタピラに換装されている。単機でクロガネを轟沈寸前にまで追い込むが、ダイゼンガーとアウセンザイターの竜巻斬艦刀により大型ミサイルごと撃破された。

#### マミーバレリオン
告死鳥戦記……DMXチームが運用するADテープで全身を包帯のように巻いたバレリオン。

### ガーリオン
【Guard = 英語で「守る」】
DCの汎用型AM。リオンシリーズで初めて完全な人型を実現している。人型機動兵器との戦闘を前提として設計されており、耐弾性の向上と相俟って局地戦にも対応した高性能AMである。先行機種のリオン、バレリオンでは武装オプションの少なさが問題視されていたが、本機種ではLIEONシステムによる四肢制御のブラッシュアップに伴い、白兵戦用ブレードなど様々なオプション装備が使用可能となった。PTと同様に手持ち式の武器を持ち替えて使用する。
当初は指揮官用AMとして戦線に投入され、リオン編隊の高速戦域管制機の役割を担った。高性能化に伴い生産コストがリオンより増大したため、ガーリオンのみで編成された部隊はDC親衛隊ラストバタリオンなど非常に稀であった。DC戦争末期には一部機能を省略しコストダウンした機体も量産された。ほかにも運動性能を向上させたカスタムタイプのV型、装甲を増加し武装およびスラスターモジュールを増設した特定用途専用機など、多数のバリエーションが存在する。
T・ドットアレイ応用開発の中から本機には「重防御プラン」が割り当てられており、斥力および慣性質量制御場としてアレイを構成し盾とすることで防御能力を上げている。これは「ソニック・ブレイカー」として武装にも応用されている。名称に取り入れられているGuar(d)の表記もこれに由来する。
テスラ・ドライブのほかに、急旋回や加速時に使用される熱核ジェットエンジンを両肩に搭載する。大気圏内においては外気を加圧噴射しているが、宇宙空間ではプロペラントを膨張噴射させて推進力とする。また尾骶部にベクタード・スラスターなどの推進装置を備えており、主推進力に一役買っている。これらはテスラ・ドライブ故障時においても推進が可能である。
頭部には指揮管制機として、能動・受動光学センサーを密集させたモジュールを搭載、頭頂部の突起はフェイズドアレイレーダーとなっている。また手持ち武装は背面に二つ装備された兵装担架にマウント可能である。
標準の機体色は頭部が紫、ボディがグレー系。派生型には多様なカラーリングが存在する（後述）。
武装
マシンキャノン (Autocannon)
胸部に内装する実弾機関砲。
アサルトブレード (Assault Blade)
ガーリオン系AMが装備する近接戦用の実体剣。刀身には装甲を削壊するためのチェーンソー・ユニットが組み込まれている。柄の部分にドラム型のバッテリーを備える。ユニバーサル・コネクターを採用しておりAM、PTを問わず同規格搭載機であれば使用が可能となっている。
バースト・レールガン (Burst Railgun)
ガーリオン用に開発された携行型レールガン。バレル上部にマガジン、グリップ前方にバッテリーを備える。バッテリーはアサルトブレード用のものと互換性がある。ユニバーサル・コネクターを採用し他機種でも使用可能。
ソニック・ブレイカー (Sonic Breaker)
テスラ・ドライブへのエネルギー入力を大きくすることで、機体前面に強力なエネルギーフィールドを発生させ、両肩を一部変形させ力場誘導子を露出。これにより電磁誘導加熱した金属粒子を集中・固定させた状態で突撃する。この攻撃法はテスラ・ドライブに適応した機体、プロジェクトTDによって作られたシリーズ77などにも受け継がれてゆくことになる。
劇中での活躍
OG / OG2
『OG1』前半ではトロイエ隊（GBA版のみ）、後半はDC残党が使用。レオナの機体は特定条件を満たすと彼女の参入と共に自軍で使用可能。『OG2』では連邦軍、ノイエDCの双方で使用されている。
OGIN
ユウキやカーラの搭乗機が標準カラーのガーリオンに変更。リクセント公国奪還戦の時点でも他機種に乗り換えず使用している。ユウキ機はN型、カーラ機はE型という設定。

#### ガーリオン アーキタイプ
ガーリオンの試作原型機。ガーリオン開発当初は局地戦機能と指揮管制機能を同一のアーキタイプに持たせるプランは存在しておらず、指揮は後方に配置した母艦や指揮管制機が担うことを想定していた。しかし対エアロゲイターの戦略・戦術を研究する中で、従来型の管制では対応できないと判断された。前線の主力編隊の直近で指揮管制を行う機体には相応の生存性が求められるため、指揮管制機・局地戦対応機とも高い耐弾性が要求されることになった。こうして両者のアーキタイプは一本化され、AM特有の卓越したモジュール構造によって実現に至った。このアーキタイプには武装オプションの少なさという欠点があったため、N型ではその点が改善されている。

#### ガーリオン(N型)
DCAM-006 ガーリオンN型
ガーリオンの初期生産モデル。指揮管制機能など高い性能を有していたが高コスト化が問題視され、後に廉価版ともいえるE型と、より高性能なモデルであるV型が製造されることになり相対的に機数を減らした。カルチェラタン小隊のユウキ・ジェグナン等が搭乗。

#### ガーリオン 後期量産型(E型)
RAM-006E(DCAM-006E) ガーリオンE型
DC戦争末期に生産されたモデル。リオンより高性能だが高価なガーリオンのコスト面が問題視され、N型から指揮管制機能などの一部仕様をオミットし低コスト化している。その際、新たにE型と設定された。DC戦争終了後もV型と共に生産が続いている。

#### ガーリオン ブースト・ドライブ搭載型
OG2……ノイエDC所属機。ブースト・ドライブはプロジェクトTDで研究開発されていたバイン・ランゼンに搭載されていたシステムであるが、イスルギ重工に提出されたデータがDCに流れ、ガーリオンに搭載されたものである。アーチボルド少佐率いる部隊が運用し、機動性を生かして連邦軍ヒューストン基地において当時配備されて間もない量産型ヒュッケバインMk-II4機の強奪に成功している。

#### テスト用ガーリオン
OGドラマCD……プロジェクトTD所属のパイロットがテスラ・ドライブを使用した訓練に使うガーリオン。機動力が上昇した代わりに装甲が犠牲になっている。

#### ガーリオン・ブースター
OGクロニクル……Vol.3「新春まんがまつり 最強の盾対宇宙ひらめ 寒風吹きすさぶ3Kの宇宙の海に少年の愛の花は実をつけるのか！？」に登場。マオ社から送られてきたブースターユニットが取り付けられたガーリオン。レオナの搭乗機が整備中であるため代替機として与えられた。ブースターユニットは戦闘中に分離・射出が可能で、作中では敵の集団に対してミサイルのように使用した。改造を施したのはタスク。ブースターユニットはモックアップに毛が生えた段階のものであり、レオナからは「不細工」と評される。なお、この話が元になった『OG外伝』シナリオでは、レオナはズィーガーリオンを使用している。

#### ガーリオン・テストベッド
OGクロニクル……Vol.5「幻想に追われ追われて」に登場。ストランドウィックとアルウィックの兄弟が独自に改修したガーリオン。頭部に演算ユニットを増設し、肩だけではなく足にもテスラ・ドライブを搭載。テールスラスターは蜂の腹部のようなスラスター兼ミサイルポッドに換装されている。増加装甲やソニック・ブレイカーと同様のフィールドを形成する実体盾により防御力の、インパクトランスや背部のミサイルランチャーにより攻撃力の向上を図るという目論見ではあったが、理論先行の設計であり、実際にはリオン以下の歩行性能、失敗作に過ぎない実体盾など通常のガーリオン以下の性能とされる。サイバスターと交戦、民間人を守るために回避運動を取れないマサキを攻め立てるが、最後はアカシックバスターを受け撃破された。

#### 無人型ガーリオン
OGクロニクル……Vol.7「とどろけ！オクト魂」に登場。無人型コスモリオンを指揮する司令官機としての役割を持つ。両肩にレールガンを装備し攻撃力に優れる。無人機ながら相手をじわじわ痛めつけるという思考を有し、カチーナとラッセルを追い詰めるが、カチーナの奇策「スプリットマグナム」を受け破壊された。

#### カスタムガーリオン ルスラン・カスタム
OGクロニクル……Vol.8「Let's dance!!」に登場。マルベリー島を仕切るルスラン・マカロフの搭乗機。元ボクサーであるルスランの戦闘スタイルに合わせ、火器を全廃して近接格闘戦に特化したカスタマイズがなされている。頭部形状もボクシングのヘッドギア風である。両肩のテスラ・ドライブおよび熱核ジェットエンジンもオミットされており飛行不可。カーラのランドグリーズと賭け勝負を行い、格闘のみで圧倒するが武装を捨てて身軽になったランドグリーズの反撃を受ける。そこへ所属不明のAM部隊が襲来したためカーラと共闘することになり、ダンスのような連携で敵部隊を撃退した。

#### カスタムガーリオン カラテ・ボーイ
電撃スパロボ! SP……「カラテ・ボーイ」に登場。ルスランの要請でAMバトリングに出場することになったトウマ・カノウ用にカスタムされたガーリオン。AMの操縦経験がないトウマでも操作できるようにMMIにはDMLシステムの流用品が使われている。ただしデッドコピーのため本来のDMLシステムよりギプスが重いものとなっている。頭部はルスラン機のようにヘッドギア風のデザインになっており、日の丸の鉢巻を巻いている。アレック搭乗のゴールデンフィストと対戦し、両腕部を破壊されながらも蹴り技で逆転勝利した。

#### カスタムガーリオン ゴールデンフィスト
電撃スパロボ! SP……「カラテ・ボーイ」に登場。AMバトリングで使用されるカスタムガーリオン。パイロットは元ボクシング王者のアレック・ブラウン。コックピットはトウマ機と違い通常のAMタイプのもの。アレックのボクシング技を活かすため通常より長いアームユニットを採用している。トウマ搭乗のカラテ・ボーイと対戦し圧倒するも、頭突きでメインカメラを破壊された後に蹴りを受けてノックダウンされた。

#### ゼンガー専用ガーリオン・カスタム
Record of ATX……マイヤーの命令によるガーリオンのカスタム機でゼンガーが搭乗。キョウスケ曰く「俺とアルトのための敵」。
当時はガーリオンの生産開始から間もない時期だったため、極端な性能を持つ試作パーツが集められた。頭部はレジスト能力が高いがレンジには期待できない抗ECMブロックヘッド、両腕は格闘戦用の撃発型貫手（機能凍結すれば携行兵装を扱える）、両足は宙間機動用ブースターレッグである。ただし、両足のブースターと両肩のテスラ・ドライブのエンジン4発を同期させるプログラムが組めていない状態であった。
急ごしらえの機体であるため調整もままならず、加えてどの試作パーツも極端なアビリティを備えるため、リミッターをかけて純正機の8割程度のスペックで運用する予定だったが、ゼンガーはリミッターをかけずエンジン4基の同期を手動で行った。携行兵装を装備せず、貫手と両足による格闘のみでヒリュウ改と交戦した。
現在の所、ゼンガー専用機の中で唯一剣撃戦闘に対応していない。

#### ガーリオン・カスタム(V型)
RAM-006V(DCAM-006V) ガーリオン・カスタム
OG / OG2……ガーリオンの運動性能強化型。頭部には指揮管制能を向上させたものを搭載しており、センサー・ユニットを大型化したモデルも存在する。テンザンが搭乗した機体は指揮管制能をオミットしたE型試作頭部を持つ。ヴァルシオーネと同様のディバイン・アームを装備する（『OG2』以降。『OG』では一部機体を除きアサルトブレード装備）。所属や使用者にあわせて塗装や頭部が異なる。
黄色
主にDCエースパイロットが搭乗。アニメ版ではトーマス専用機。『DW』第16話ではテンザンも使用。『OGs』ではテンザン専用機。試作タイプのE型頭部を採用。
緑
バレリオンに乗り換える前のテンザンやコロニー統合軍エースパイロットが搭乗するほか、GBA版『OG1』ではトラウマシャドーによる偽のレオナがこのタイプに搭乗している。『OGs』の『OG1』シナリオでは制御兵のみ搭乗。『OG2』では敵軍機として登場するガーリオン・カスタムはこのタイプのみで、ディバイン・アームを装備する。主にアーチボルド、ユウキ、カーラが搭乗。
青
『OG2』におけるレオナの搭乗機。GBA版『OG1』には青いガーリオンが登場しないが、後の『DW』でトロイエ隊仕様と設定され、『OGs』の『OG1』シナリオではユーリアとレオナが搭乗。『OGs』の『OG2』シナリオではレオナ機がズィーガーリオンに改修中、マリオンが全く同仕様の代替機を用意した。
ダークグリーン
ラストバタリオン仕様。下記参照。
ダークブルー
『DW』および『OGs』のテンペスト専用機。頭部センサーは大型のナイフ状のものに変更されている。
オレンジ
『OGs』のトーマス専用機。頭部形状が通常機のものとは異なり、後頭部に回りこむように大型化している。
黒
エルザム専用機。下記のガーリオン・トロンベを参照。
ゴールド
『OGs』で制御兵が搭乗する機体。
白
カスタムではないが便宜上ここに表記。『OG2.5』『OG外伝』における教導隊での模擬戦でラミアが一度だけ使用。彼女の刺青と同じマークが左肩に描かれている。ゲシュペンスト用のメガ・ビームライフルを装備。

##### ガーリオン・カスタム(テンペスト機)
ガーリオン・カスタムのテンペスト・ホーカー専用機。機体色はパープルを基調にテスラ・ドライブのコーンに黄色を配色している。通常機とは異なるブレード状の頭部ユニットを搭載している。

##### ガーリオン・カスタム(トーマス機)
ガーリオン・カスタムのトーマス・プラット専用機。機体色はイエロー。後頭部に回るこむような頭頂の低い特別な頭部ユニットを搭載。鶏冠上部にはレーダー素子が配置されている。OGsではオレンジの機体色となっている。

##### ガーリオン・カスタム(テンザン機)
ガーリオン・カスタムのテンザン・ナカジマ専用機。機体色はトーマス機と同じくイエローだがよりビビッドなカラーリングになっている。試作型のE型頭部ユニットを採用している。

##### ガーリオン・LB
DC総帥ビアン・ゾルダークの親衛隊であるラストバタリオン仕様のガーリオン。機体色はダークグリーン。他のガーリオン・カスタムよりソニック・ブレイカーの射程が短い。『OG外伝』ではノイエDC兵が使用する。

##### ガーリオン・カスタム トロイエ隊仕様
女性のエースパイロットのみで構成されたコロニー統合軍親衛隊のトロイエ隊所属機。機体色ははブルー。アサルトブレードの他にディバイン・アームを装備している。ユーリア・ハインケルやレオナ・ガーシュタインが搭乗。

##### ガーリオン・カスタム“トロンベ”
RAM-006VT(DCAM-006VT) ガーリオン・カスタム“トロンベ”
VT型、通称ガーリオン・トロンベ。エルザム用にカスタマイズされた機体で、V型をベースにジェネレータの出力向上、関節部のサーボモーターに改良が施されている。トロンベカラーと通称される黒を基調としたパーソナルカラーで塗装され、胸部にはブランシュタイン家の紋章があしらわれている。
OG……本作では名称が「ガーリオン・トロンベ」。ソニック・ブレイカーの名称が「シュツルムアングリフ」であることと、ディバイン・アーム装備以外は通常のガーリオン・カスタムと同様。ゲームでは中盤以降登場しなくなるが、後にエルザムがクロガネからヒュッケバインMk-IIトロンベで出撃する際「Mk-IIの方のトロンベ」という発言をしており、艦内に本機が存在することを示唆している。
DW……アイドネウス島の決戦でクロガネから本機で出撃したほか、ホワイトスター戦でも本機を使用（ヒュッケバイン系機体が登場しなかったための措置とみられる）。

##### ガーリオン・カスタム“無明”
初出はOGクロニクルVol.1「狡兎死して走狗烹らるか?」。傭兵ムラタ用にチューンされ剣撃戦闘に特化した機体。和鎧でいう大袖や草摺の部分に施された追加装甲にはスラスターが増設されている。得物としてテスラ研から奪ったシシオウブレードと小太刀を装備する。口に当たる部位は放熱フィンとなっており、歯をむき出しにしたような外見となっている。この部位は通常は「無明」のペイントが施されたフェイスガードで覆われている。機体色は黒と橙。『OGs』ではエクセレンからは「武者我亜里怨」と呼ばれた。
専用武装
シシオウブレード
テスラ研から奪ったものを使用。柄頭で吹き飛ばした敵を切り刻み、一閃して締める。
必殺技
無明・二刀人機斬（むみょう・にとうじんきざん）
シシオウブレードと小太刀を抜き、突撃しつつ小太刀で突き刺し、蹴り飛ばした敵を真っ向から両断する。

##### ズィーガーリオン
【Sieger = 独語で「勝者」】
初出は『OGs』の『OG2』パート。ガーリオン・カスタムの強化改修型。レオナの搭乗機をタスクが改修する予定だったが、インスペクターの襲来等により作業開始が遅延。そのためマリオンが突貫作業を手配し改修を実行、オペレーション・プランタジネット後に完成した。その後の調整にはタスクが当たった模様。最新のPT技術やテスラ・ドライブ、T-LINKシステムが搭載され運動性や攻撃力が向上している。本機のT-LINKシステムはマリオンのプランチェンジ（レオナの操縦技量なら防御装備は不要という判断）により攻撃専用になった。両肩の鋏状ユニットの他、全体的に角張った形状を持つ。機体色は従来より濃い青と黒を基調とし、ノズル等がオレンジ。『OGIN』では8話での初登場時にすでにズィーガーリオンに改修されている。
武装
ブレードレールガン
大型の銃剣を装備したレールガン。両手に一挺ずつ携え、斬撃と射撃を組み合わせて攻撃する。
ソニックアクセラレーション
ブレイクフィールドを展開後に金属粒子を放出、さらに念動フィールドで包み込んで二条のフィールドとし、標的に最接近した際に収束・照射する。使用には念動力が必要。

#### ガーダイド
初出は『告死鳥戦記』。正式名称は「ガーリオン・ダイド」。ゲシュテルベン同様にダニエル・インストゥルメンツが改修を行ったカスタム機。試作装備運用のため、拡張性が向上している。2号機（搭乗者不明）はノイエDCとの交戦で破壊されており、本編には登場しない。後に1号機もインスペクター事件末期のゴライクンルとの交戦でパイロットごと失われたため、新たに4号機が配備されている。カラーリングは1〜3号機が黒、4号機はパイロットであるウタパルのパーソナルカラーである白を基調としている。

#### マミーガーリオン
告死鳥戦記……DMXチームが運用するADテープで全身を包帯のように巻いたガーリオン。

#### ガレリオン
ガーリオンの後継機としてイスルギ重工にて開発中とされている機体。形式番号YAM-014。本機の拡張性検証や各種データ検証のために試作機がいくつか建造されており、ケルベリオンのベース機体として流用されている。

##### ケルベリオン
『第2次OG』にて登場。ガレリオンの試作機をベースに改良を施した機体。重装甲であるにもかかわらず、背部のスラスターユニットや高性能のテスラ・ドライブによってアステリオンAX以上の高機動性を持つ。腕部にはドリル状の武器「ターネイル・クラッシャー」を装備。パッセ・プレザン・アヴニールの3機による合体攻撃として、「ケルベロス・ストライク」を使用可能。ブーステッド・チルドレンのアルジャン・クラス用に調整された試作機のほか、通常のパイロット用に調整された機体も少数生産されており、各タイプそれぞれがワンオフの機体というわけではない。

###### ケルベリオン・パッセ
標準仕様のケルベリオン。シアン・アルジャンの搭乗機で、ケルベリオン系列機で最も堅牢な装甲値を誇る。
『OGMD』では、条件を満たすことでパッセと同仕様の機体が鋼龍戦隊への補給物資として搬入される。

###### ケルベリオン・プレザン
前線管制能力に優れるガーリオンの後継機としてストレートな仕様である、指揮官専用仕様のケルベリオン。両椀にターネイル・クラッシャーを装備しており攻撃能力が強化されている。

###### ケルベリオン・アヴニール
シオ・アルジャン乗機の電子戦仕様ケルベリオン。バイザー型の頭部を装備するほか、ジャマー等の特殊機能を搭載しており、EA（電子攻撃）、EP（電子防御）、ES（電子支援）に対応している。

### グラビリオン
OGIN……第10・20話でアーチボルドが使用した対特機用AM。通常のAMより遥かに巨大で、頭部の下にコックピットブロック兼脱出ポッドとしてガーリオンを格納する。イスルギ重工がヴァルシオンやグルンガストのデータを参考に開発し、ノイエDCに供与した。第10話ではリクセント公国奪還戦の際、ライノセラス内から出現。ヴァルシオンにも装備されていた広域攻撃兵器メガ・グラビトンウェーブでハガネ・ヒリュウ隊の各機を圧倒したが、最後はフェアリオン2機とアンジュルグの連携攻撃で撃破され、アーチボルドはガーリオンで脱出している。第20話ではアースクレイドルに配備されていた同型機が登場し、SRXと近接格闘戦を繰り広げる。伸縮可能なマニピュレーターで分離したR-2を捕らえ、レーツェル（エルザム）に対し人質として突きつけたが、ライの機転で攻撃を躱され、アウセンザイターの狙撃によって撃破された。
元々はGBA版『OG』に登場予定があったが没になった機体。『OG』発売後にアニメ『超重神グラヴィオン』が放映され、名前の類似するグラビリオンの発表は控えられたが、同作で監督を務めた大張正己が『OGIN』の監督を担当することになり、本機の採用につながった。デザインは中北晃二。

#### ソルグラビリオン
OGIN……第16・22話に登場したグラビリオンの試作2号機。強化型とも呼ばれる。指揮官用機であり、広域管制機能を持つ。機体色は赤を基調とし各部ポイントに黄色を配色。装甲には試験的にマシンセルが使用されており、機体を一撃で大破させない限り際限なく再生が可能である。このマシンセルは取り扱い易いように機能が限定されている。原型機と異なりコックピットに広いスペースを取っており乗員数は3名（指揮官席にアギラ、機体操縦にノイエDC兵2名）だが、脱出機のガーリオンは格納されている。大型打突兵器「サイズミック・ボール」、格闘戦用大型ビームソード「ソルグラビリオン・ソード」、高出力の胸部ビーム兵器「ソルグラビリオン・アーク」などの武装を装備し、より能動的な運用が可能となった。
第16話ではマシンセルの再生能力もあり、SRXと互角に渡り合ったが、R-GUNパワードとの合体攻撃「HTBキャノン」の直撃を受け大破、脱出したガーリオンを除き本機は消失している。第22話ではアギラが単独で操縦する同型機が登場。暴走したマシンセルにより驚異的な再生能力を持ち、外装を失ってもなおマシンセルの触手を伸ばしすべてを取り込もうとするが、オウカのラピエサージュ・ファントゥームの自爆により、アギラもろとも爆散し地の底に沈んだ。
名前は『超重神グラヴィオン』の後半の主役機・ソルグラヴィオンから取っている。カラーリングもソルグラヴィオンと同様に赤と黄色をメインとし、武装も酷似した物が多い。

### サイリオン
初出は『第2次OG』。プロジェクトTDで得られたカリオンのデータを基に開発された機体だが、プロジェクトに合わせて設計されたベガリオンと異なり当初から戦闘を目的としている。カラーリングは白（量産機）と青（アラセリ機）が存在。
両翼にフレキシブル・ウェポン・オペレーターと呼称される「腕」を装備しており、戦闘機型の機体でありながら携行火器を扱え、射角が広い。
『OGMD』では、条件を満たすと鋼龍戦隊への補給物資として搬入される。また、連邦正規軍でも配備・運用されている。
武装
ボックス・レールガン
フレキシブル・ウェポン・オペレーターで扱う、小型で取り回しの良いレールガン。銃身上部にバッテリーと一体化したマガジンを装着する。後にレリオンでも採用される。
MTDMランチャー
大型ウェポン・ベイに多数搭載されたマイクロ・テスラ・ドライブ・ミサイル。従来のミサイルを圧倒する速度と姿勢制御能力により、優れた命中率を誇る。
スーパー・ソニック・ブレイカー
機体下部に折り畳まれる形で装備されたTDAノーズを展開し、ブレイク・フィールドを展開して突撃する。

### シリーズ77
- カリオン
- ベガリオン
- アステリオン
  - アステリオンAX
- アルテリオン
- ハイペリオン
- フェアリオン

## 採用技術
テスラ・ドライブ(Tesla drive)
新西暦172年に開始された外宇宙探査計画において、惑星間の往復時間短縮のため、ビアン・ゾルダーク博士を始めとするテスラ・ライヒ研究所のメンバーが開発した高効率反動推進装置。重力質量と慣性質量を別個に変化させることが可能な画期的な装置であり、これを搭載することでより高効率の推力を得ることが可能となった。
当初はその機能を十全に発現できず、サイズの問題もあったために戦艦など大型の機体にしか搭載できなかったが、新西暦179年に落下したメテオ3より得られたEOTにより性能の拡大と小型化に成功し、AMのような小型機にも標準搭載されるようになった。
また、推進剤非依存推進（PIP）機関も可能であるとされ、これはのちにプロジェクトTDの一部の機体で実現している。
PTに採用されるのはヴァイスリッターが初めてで、EOTに否定的なマリオン・ラドム博士は難色を示していたが、ジョナサン・カザハラ博士の「テスラ研が以前から研究していたもので、EOTを参考にしているがEOTそのものではない」という説得で許可。アルトアイゼン・リーゼでは飛行を目的とせず、機体のバランサーとして使用。
マイクロ･テスラ･ドライブ･ミサイル（Micro Tesla Drive Missile）
通称「MTDM」。『第2次OG』にて初登場した弾頭兵器で、イスルギ重工がテスラ・ドライブそのものをミサイルに転用して開発した物である。ただし非常に高価で、コストは通常のミサイルの数十倍に達する。
換装武器には、「MTDMランチャー」と呼ばれるMTDMを武器として利用したものが存在するが、MTDMの製造コストが非常に高価である為、弾数が極めて少ないものとなっている。
T・ドットアレイ
テスラ・ドライブ・ドットアレイの略。ドットアレイとは質量作用点の集合体で形成されるフィールドのことで、バレリオンの装甲強化や不可視の砲身の延長、ソニック・ブレイカーなどに利用されている。メテオ3内よりこれを形成するモジュールが発見されたことで、テスラ・ドライブの効果が一点からフィールド全体へと行き渡ることとなり、その性能が大きく向上した。

LIEONシステム
イスルギ重工が開発していたYF-32のアビオニクスを基盤に、テスラ・ドライブとその力学を統合した、四肢制御のための半自立制御系「学習オートマトン利用によるEOTと従来型機位制御との統合」（Learning-automation Integrated EO-technology and cONventional maNeuvering）の略称。これを用いた初の多用途研究機はビアンによって「LION」と命名され、のちのリオンシリーズの原点となった。

## ヴァルシオン
- ヴァルシオン
- ヴァルシオン改
  - ヴァルシオン改・タイプCF
  - ヴァルシオン改・タイプGF
- ヴァルシオーネ
  - ヴァルシオーネR

## グランゾン
シュウ・シラカワが搭乗する超高性能機動兵器。
プロジェクトURのヴァルシオン同様、表向きは地球外知的生命体の武力侵攻に対抗するために開発されたアーマードモジュール。しかしその実態は、地球外知的生命体に地球の技術応用力を示すためにEOT特別審議会がEOTI機関に建造させたという奇妙な思惑が介在している。その特殊性からEOTI機関内でも開発に携わるスタッフはごく僅かに限られている。
メテオ3から得られたEOTを惜しみなく使用しており、主に重力制御技術が投入されている。さらに、メテオ3を送り込んだエアロゲイター以外の異星人（ゾヴォーク）の技術と目されるものや、開発者の一人であるシュウが独断で採用した技術なども盛り込まれており、プロジェクトの全容はコアスタッフであるビアンでさえ知り得なかった。
装甲は素粒子段階で強化した超抗力チタニウムで、機動力よりも火力、装甲および防御力を重視している。肩部アーマー内に備える歪曲フィールド発生装置により機体周辺に球場の均質化力場を発生させ、高い防御力を有する。このフィールドは運動エネルギーを境界面に沿って張力拡散させ、また電磁波にも影響を与える（波そのものを喪失させる）ので実体弾・エネルギー兵器を問わず威力を減衰させるものである。ネオドライブという機能を持ち、通常以上の速度を出すことも可能。シュウの念波による遠隔操作も可能である。開発責任者の一人エリック・ワンは「搭乗者が人知を超えた能力の持ち主ならば、1日で世界を壊滅に追い込むこともできる」と評した（『OG外伝』におけるエリック自身の話によれば、周囲からは信じてもらえなかったらしい）。南極事件の際、テストパイロットでもあったシュウによって強奪され彼の愛機となる。
動力源は対消滅エンジンであるが、駆動プログラムとして「カバラ・プログラム」をシュウが極秘裏に組み込んだためアストラルエネルギーをも使用可能となっている。このことはシュウ自身とエリック・ワン以外には知られていない。対消滅反応のエネルギーは科学的なエネルギーであるがアストラルエネルギーは「アストラル界（精霊界）」のエネルギーであると思われ、魔術的なものである。この意味でグランゾンは、科学と魔術が高レベルで融合した結果の機動兵器といえる。ソレに由来するのか、ネオ・グランゾンを含む高出力の攻撃を行う際や、ネオ・グランゾンへの変化の際に原理解説などの台詞を「呪文」の一種として用いている。
サイバスター同様にゲートを開き地上世界とラ・ギアスを自由に行き来することが可能。国連で管理されていた時期には、代わりのダミーを置いてラ・ギアスで活動していた。ラングラン王国の予言で予知された「魔神」であり、直接的にではないがラングラン王国を崩壊に導いている。
武装
グランワームソード (Gran Sword)
剣状の格闘用兵器。ブレードが次元振動を起こし、空間それ自体を虚の次元へ放逐する。虚空間を飛ばすことも可能とされ、『OGDP』では剣で両断した敵機の残骸が異次元に呑まれて消えるという描写がある。シンプルなデザインのものと、『α』に登場した装飾が施された大型両刃剣型のものの2種類が有る。『OGs』では前者、GBA版『OG1』では後者が使われていた。近年の作品では、重力制御で生み出したワームホールの中から剣を取り出し、何度か斬撃を仕掛けた後に敵機すぐ傍に繋がるワームホールを作り出してその中にグランゾン自身が飛び込んで瞬間移動し、とどめの一撃を放つという演出になっている。
グラビトロンカノン (Graviton Gun)
両腕部の重力制御装置による重力波により、周囲の物体を押しつぶすMAP兵器。仮想グランドと鉛直方向を自由に設定可能。最大で3,200ものGを一定範囲内に発生させる。OGシリーズでは胸部から大量の重力球を上空に発射した後、これを周囲に大量に落とすという形をとっている。
ワームスマッシャー (Wormhole Attack)
目標の周囲と自機の正面をつなぐワームホールを開き、胸部からビーム状のエネルギーを連続で放射する。目標は周囲に開いたワームホールから集中砲火を浴びることになる。『ROE』では搭載されていない。『POJ』のネオ・グランゾンおよび『OGDP』では自身の周囲に大量のワームホールを作り、無数のビームを全ホールへ同時に発射、転移させる。
ブラックホールクラスター (Blkhole Cluster)
シュヴァルツシルト半径が量子サイズのマイクロブラックホールを特殊な重力フィールド内部に生成し、目標に向け発射、対象を圧縮・崩壊させる。原理的にはヒュッケバインのブラックホール・キャノンと同様の兵装だが、関連性は明らかになっていない。
試作型縮退砲
PS版『α』でのみ装備。縮退砲の試作型で、威力はネオ・グランゾンのものより劣る。
スプリットミサイル
『ヒーロー戦記』にて搭載されていた武装。ミサイルを発射する。
グランドフレイム
『ヒーロー戦記』にて搭載されていた武装。火炎放射器。
ネオグランビーム
『ヒーロー戦記』にて搭載されていた武装。ビームを発射する。『OGDP』では「グランビーム」と名称を変えて登場し、額からビームを撃つ。
ディストリオンブレイク
『ROE』にてシュウが新たにグランゾンに搭載した武装。目標と自機の間にワームホールを複数発生させ、そこに破壊光線を撃ち込む。空間と時間、全てを歪曲して破壊する武器で、発射時、周辺の空間が歪む。原理はワームスマッシャーと同じ。歪曲空間を全方位攻撃に使用するか、収束と増幅に使用するかだけの違い。ネオ・グランゾンには搭載されていない。時系列上では『ROE』よりも過去になるはずの『OGDP』でも使用する。
スタンショック、マインドブラスト、エナジードレイン+、ウェポンブレイカー
『OGs』、『OG外伝』で装備している特殊武器。『第2次OG』ではこれらの特殊武器は全てオミットされている。
ブラックホールディスラプター
『DD』の追加武器で実装、上記で登場した試作型縮退砲を新生する形となっている。ブラックホールクラスターと同様に射出した後、対象に直撃と同時に分裂。周囲を包囲した後、分裂弾同士で多面体を形成し、中心に重力フィールドを発生。多面体を解くと同時に上下にサイバスターが使用する魔法陣と同等のものを展開。最終的に縮退を発生させ重力崩壊を引き起こす。描写としてはコスモノヴァとは対になる様な形となっている。
劇中での活躍
ヒーロー戦記
ストーリー後半で登場。操るのはシュウだが、初登場時はパーソナル転送装置を盗まれてしまったため、呼び出すことが出来なかった。その後「借りを返す」という名目で仲間になり、共にマ・クベを倒すがこのとき、シュウはマ・クベに催眠術をかけて廃人にしてしまった。場合によってはしつこく追いかけてくるマサキから身を隠すために最終局面で再び仲間になることも。従来のグランゾンの武器の他にスプリットミサイル、グランドフレイム、ネオグランビームなどこのゲームにしかない武器も。また、サイバスター同様この作品でグランゾンの主な武器は揃ったとも言える。
第○次シリーズ / 魔装機神LOE
国連が「ゲスト」と呼ばれる異星人から提供された技術を利用して開発した。ゲストの技術を応用したブラックホール機関が搭載されている。ゲストによって心臓部の特異点に仕掛けが施されており、本機が存在する限り、地球に通常では起こりえない“偶然”が多発し続けるようになっていた（後に、他人に利用されることを嫌うシュウ自身の手で解除された）。
α、α外伝
イングラム・プリスケンがもたらしたEOTを基に、DCの総予算の3分の2を投じて造られた対異星人用AM。ヴァルシオンシリーズの3号機に当たる機体だが、形状やコンセプトの違いから「DCAM-00」の開発コードが与えられている。またT-LINKシステムやゾル・オリハルコニウムなどの開発ノウハウがSRX計画へ流用されたことから「R-0」の開発コードももっている。当初はEOTから得られたブラックホールエンジンを搭載する予定だったが、エアロゲイターの謀略を察知したシュウによって対消滅エンジンに変更された。コロニー落としの阻止やオーラマシンの強制送還など常識を超えた力を発揮する。『α外伝』ではハードルート最終話のみに登場。序盤に登場する未完成のネオ・グランゾンより遥かに強いが、撃墜すると真のネオ・グランゾンに変化する。
OGシリーズ、OGサーガ
EOTI機関により開発された。後に機関がビアンを総帥としDCとして独立したため、そのままDCに所属。南極事件を引き起こした張本人となる。この際の映像はDCのプロパガンダとして各メディアや、アンダーグラウンドを中心に世間に広まり「蒼き魔神」と称され、ビアンのヴァルシオンを差し置いてDCの旗機として認識されるまでになった。DC戦争後はシュウが独自に運用するようになった。味方としてはスポット参戦が主で、初めて正式に加入する『OG外伝』では終盤のわずかな期間のみ（しかも最終話で離脱）だったが、『第2次OG』では同じ終盤ながらも加入期間が長くなり、離脱もしない。『OGIN』では、ヴィガジのメガガルガウを一撃で倒し、ノイヴォルフとの最終決戦ではツヴァイザーゲインの頭部（システムXNとギリアム）をバリアで防衛した。
『OG外伝』終盤にネオ・グランゾンへと変貌したが、『第2次OG』以降はシュウが蘇生した影響で変貌前の状態に戻っている。ただし、『OGDP』のストーリーにてわざとヴォルクルスへ再洗脳されかかることでその力を流入させたことにより、シュウの意志でネオ・グランゾンにいつでも変化可能となった。
採用技術
対消滅エンジン
グランゾンに搭載されている動力機関。シュウ自らがEOTを基に作り上げた。設定としてはFC版『第2次』の頃から存在する。対消滅である以上、燃料としての反物質が必要不可欠なはずだが詳細は不明。
ちなみに『LOE』に登場する超魔装機デュラクシールのサブ動力や『ROE』に登場するヂーヱンにも同名の機関が使用されているが、関連性は不明。
ブラックホール機関
磁力によってブラックホールを固定し、莫大なエネルギーを発生させる動力機関。「特異点炉」や「ブラックホールエンジン」とも呼称される。「ゲスト」（ゾヴォーグ）と呼ばれる異星人勢力から提供された技術。
旧シリーズにおいて、グランゾンやヒュッケバインに搭載されている。また地球側ではこの技術を改良した「縮退炉」を開発し、ヱクセリヲンやガンバスターに搭載している。OGシリーズでは『第2次OG』での後述する特異点崩壊の際にゾヴォークの技術提供が語られたが、それ以前にも『OGIN』において触れられている。
特異点
数学的にありえない性質を有する座標で、ブラックホール機関のブラックボックス化されている心臓部に収められている。
ゲストのテイニクェット・ゼゼーナンは、地球圏で独自に発達した技術を手中に収めるために、この「ありえない性質」を利用して、グランゾンに位相をずらした剥き出しの特異点を設置。事象の発生率を歪めて、通常では発生する可能性が低い「偶然」を多発させ地球圏を混乱に導いた。なお、OGシリーズによればこれはゾヴォーク本国において重大な違法行為であったとされる。
シュウはこの仕掛けを早くから解析しており、特異点を抑え込む特性のエネルギーを探していたところ、ラ・ギアスに召喚されたゴーショーグンのエネルギー「ビムラー」（OGシリーズではダークブレインとの接触でヒントを得たようで、『OGDP』でのヴォルクルス関連の描写から何かしらの負のエネルギーを用いたようだが、詳細は不明）に着目。これを使用してゼゼーナンの目の前で特異点を崩壊させ、彼の目論見を暴露した。が、それでもなお説明不能な「偶然」が起きたため、シュウは他にも仕掛けがあると考えクロスゲートこそが「それ」であるとの結論に至るが、ユーゼスからは有益な回答を得ることはできなかった。

### ネオ・グランゾン
グランゾンをラ・ギアスの練金学と呪術、ヴォルクルスの力で強化した機体。ブラックホールクラスターをも上回る破壊力の兵器である縮退砲を搭載し、圧倒的な力を誇る。背部の光背のような金色のパーツは「バリオン創出ヘイロウ」と呼ばれる装備であり、これを異空間から召喚し、グランゾン背部に装着させることでネオ・グランゾンに変貌する。各部の形状もグランゾンと異なる。
武装
縮退砲
ネオ・グランゾンの象徴とも言える武器。重力制御で作り出した小型縮退星を砲弾として発射し、着弾点で超新星爆発による大爆発とその後のブラックホール発生による大破壊を巻き起こす。桁違いの威力を持ち、『第4次/S』で敵として現れる際の攻撃力19,400（初期値18,000+フル改造1,400）はスパロボシリーズ中最も高い攻撃力である。さらに射程も非常に長く、気力不要で弾数は50発ある。
ネオグランビーム
『OGDP』に登場。グランビーム同様、額からビームを撃つ。
劇中での活躍
第○次シリーズ / 魔装機神LOE
グランゾンが邪神ヴォルクルスの力でパワーアップした姿。しかし、その真価はヴォルクルスの呪縛から解き放たれてから発揮するという。『第3次』ではターンの回数条件を満たすと隠しMAPの最終ボスとして登場する。『EX』では ISSによりシュウの章の出現条件を満たし、コマンドを入力することでシュウの隠しユニットとして使用可能（シナリオ上はグランゾンとして扱われる）。またISSの使用によりリューネの章で戦うことができる。『第4次/S』では総ターン数とプレイヤーの選択次第で最終ボスとなる。PS版（『第4次S』）では分身して3体が同時に出現する。『LOE』では一部パラメータが途中でカンストするためフル改造できないが、条件によっては最終ボスを一撃で倒せるほど強力なユニットである。なお『OGサーガLOE』ではカンスト問題がなくなり、フル改造ボーナスを得られるようになっている。
αforDC / α外伝
グランゾンをラ・ギアスの練金学と呪術で強化した機体。『α外伝』第9話の段階では未完成で、ブラックホールクラスターや縮退砲が装備されておらず、性能も低い。これを倒すとプリベンター一行（プレイヤー部隊）は未来世界へ飛ばされ離散してしまう。ハードルート最終話ではグランゾン撃墜後に真の最終ボスとして出現。武装も完備しグランゾン以上の強さを発揮する。『αforDC』では、DC版追加ルートに進んだ際の最終話後半戦に登場。「両機が戦うと宇宙が消滅する」とされる相手の、アストラナガンとの対決が可能である。
OG外伝
最終ボスとして登場。ダークブレインを倒したハガネ・ヒリュウ隊（後の鋼龍戦隊）を自分と戦うにふさわしい相手とみなし、グランゾンを変貌させ立ちはだかった。最初は縮退砲を使わないが、ネオ・グランゾン以外の敵を倒すと、力を解放して縮退砲を使用してくる。実際のところは、ヴォルクルスの洗脳が進んだシュウが自らを倒させることで事態を未然に収束させるための差し金であった。なお、決戦の後、残骸は一切発見されなかったという。
OGDP
ヴォルクルスとの決戦の際、ヴォルクルスの力によりネオ・グランゾンに変異した。しかし、それこそがシュウの本当の狙いであり、ヴォルクルスはネオ・グランゾンの前に消滅することとなった。その後は一度グランゾンへ戻ったが、地上へ上がり、封印戦争終結後に出現したクェパロクと対峙する際に、（強敵との連戦により）鋼龍戦隊に戦える力が残っていないとして今度はシュウの意志でネオ・グランゾンに変貌している。
POJ
グラギオスの力の一部が復活した際、前作『ROE』から元のグランゾンとして乗っていた機体をシュウの意志一つでネオ・グランゾンへと変貌させた。しかし、その際にグラギオスの力で僅かに残っていたヴォルクルスの力を再生されてしまい、ヴォルクルスへの背教から力を吸い取られて出力が落ちている。しかし、そのような状態でも流石にポゼッションを発動した魔装機神には及ばないまでも他の機体を圧倒する凄まじい性能を発揮する。

## ダイナミック・ゼネラル・ガーディアン
- ダイゼンガー
- アウセンザイター
- ジンライ
  - 量産型ジンライ
  - 雷鳳
    - 大雷鳳

## コアトルーパーシステム換装パーツ
- AMボクサー
- AMガンナー

### ゲーム
- 第2次スーパーロボット大戦 / 第2次スーパーロボット大戦G
- 第3次スーパーロボット大戦
- スーパーロボット大戦EX
- 第4次スーパーロボット大戦 / 第4次スーパーロボット大戦S
- スーパーロボット大戦F / スーパーロボット大戦F完結編
- スーパーロボット大戦α / スーパーロボット大戦α for Dreamcast
- スーパーロボット大戦α外伝
- スーパーロボット大戦ORIGINAL GENERATION
- スーパーロボット大戦ORIGINAL GENERATION2
- スーパーロボット大戦OG ORIGINAL GENERATIONS
- スーパーロボット大戦OG外伝
- Super Robot Taisen Original Generation
- Super Robot Taisen Original Generation 2

### 書籍
- バンプレスト『Super Robot Wars Original Generation Official Book』2002年。（『OG1』購入特典）
- バンプレスト『SUPER ROBOT WARS ORIGINAL GENERATION 2 OFFICIAL BOOK』2005年。（『OG2』購入特典）
- バンプレスト『Super Robot Wars OG ORIGINAL GENERATIONS Official Perfect File』2007年。（『OGs』購入特典）
- 『電撃スパロボ! Vol.3』メディアワークス、2006年。ISBN 978-4-8402-3329-3。
- 『電撃スパロボ! Vol.7』メディアワークス、2007年。ISBN 978-4-8402-4044-4。
- 『電撃スパロボ! Vol.8』メディアワークス、2008年。ISBN 978-4-8402-4241-7。

### プラモデル
- コトブキヤ S.R.G-S-038 NONスケール 「グランゾン」 2010年1月
- コトブキヤ S.R.G-S-041 1/144 「DCAM-006 ガーリオン」 2010年4月
- コトブキヤ S.R.G-S-043 1/144 「DCAM-006VT ガーリオン・トロンベ」 2010年6月